# Alisa (banda)
Alisa (en ruso: Алиса) es una banda de hard rock rusa, reconocida como una de las agrupaciones más influyentes en el movimiento del rock ruso. Junto con otras agrupaciones como Kinó y Aquarium, Alisa ayudó a cimentar las bases del género en la Unión Soviética.

## Historia

### Inicios
Alisa fue fundada en noviembre de 1983 por el bajista Svyatoslav Zadery. El nombre de la banda se originó a partir del apodo que tenía el músico. La formación de la banda se completó finalmente en 1984, cuando se unieron el nuevo vocalista Kostya Kinchev y el guitarrista Petr Samoylov. Su álbum debut, Energia, fue grabado entre 1985 y 1986 y publicado por el monopolio editorial estatal Melodiya en 1988. Un éxito en su momento, vendió más de un millón de copias en la Unión Soviética.
Sin embargo, las relaciones entre los dos líderes, Konstantín y Zadery, se estaban deteriorando, y finalmente Svyatoslav abandonó la formación. Esto ocurrió justo una hora antes de que Alisa se presentara en un concierto, por lo que tuvieron que recurrir al bajista de la banda Kinó, Igor Tihomirov, que lo reemplazara en la presentación. Más tarde Zadery creó su propia banda, llamada Nateh! Zadery falleció el 6 de mayo de 2011 debido a complicaciones de un derrame cerebral a la edad de 50 años.

### Popularidad
La creciente popularidad de la banda creó una comunidad de fanáticos llamada "Ejército de Alisa", conocida por su comportamiento rudo en los conciertos. Esto condujo a la animosidad entre la banda y los recelosos oficiales soviéticos. En 1987, el periódico Smena acusó al líder de Alisa, Kinchev, de promover propaganda nazi y de reverencia a Hitler. Kinchev presentó una demanda por calumnia y compensación por pérdida moral. Después de un año de proceso judicial, la revista publicó su debida refutación. El siguiente álbum de Alisa se tituló Article 206 Part 2, un capítulo ("Hooliganismo") del Código Procesal de la URSS, aludiendo a este proceso. Se grabó en 1989, pero no se publicó hasta 1994 debido a la desaparición de las cintas.
Hubo más cambios en 1988, cuando el guitarrista Igor "Chuma" Chumychkin se unió a la banda. A este cambio le siguió el sonido más pesado de los siguientes dos álbumes, Shabash y For Those Who Fell From the Moon. Alisa realizó una gira por Europa e Israel junto con la banda rusa de heavy metal Aria. El álbum Black Mark, lanzado al mercado en 1994, fue dedicado a la memoria de Chuma, quien se suicidó saltando desde una ventana.

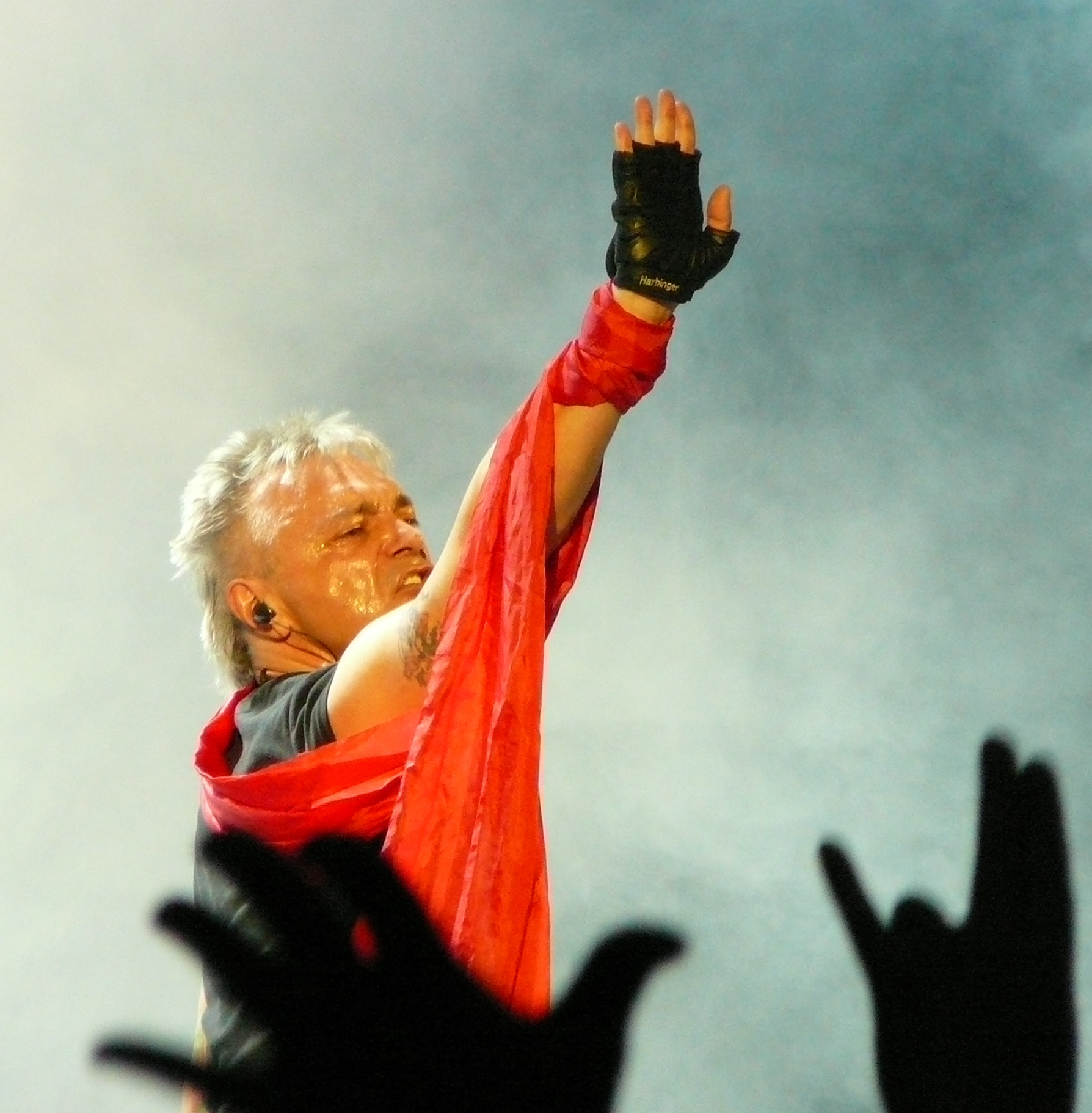
Konstantin Kinchev en vivo con Alisa en 2010.

En el nuevo milenio, con álbumes como Seychas Pozdnee Chem Ty Dumaesh (It is Later Than You Think, 2003) e Izgoy (Exile, 2005), el sonido de Alisa se tornó incluso más pesado, incluyendo elementos de nu, industrial y heavy metal. Los críticos musicales acreditaron a la banda sueca Clawfinger como la mayor influencia de la nueva música de Kinchev. Esto le dio a Alisa una nueva base de fanáticos, consiguiendo además que tres canciones del disco Izgoy llegaran a la cima de las listas de éxitos de Nashe Radio. Las siguientes producciones Stat Severa y Puls Hranitelia Dverey Labyrintha presentaron una menor orientación hacia la música alternativa, retornando en cierta medida al sonido clásico de la agrupación. Alisa grabó un vídeo para la película fantástica Wolfhound, aunque la canción fue eliminada de la banda sonora oficial.
De acuerdo con las encuestas públicas, Alisa disfruta de una gran popularidad en Rusia y en el mundo, situándose entre las diez bandas de rock más populares de Rusia y ocupando el primer lugar en la encuesta de los lectores del popular tabloide Komsomólskaya Pravda.

## Temáticas
Kinchev fue bautizado en 1992 después de una serie de conciertos en Jerusalén, y desde entonces el cristianismo ha sido la principal influencia en la dirección de sus líricas. Aunque las primeras letras de Alisa eran típicas del rock ruso -principalmente protesta social-, desde finales de los años 1990 su temática principal ha sido el cristianismo, así como el patriotismo y el nacionalismo ruso.
Konstantín Kinchev mantiene buenas relaciones con los sacerdotes de la Iglesia Ortodoxa Rusa, especialmente con Andréi Kuraev. La banda ha participado en muchos festivales de apoyo a la religión, como "Músicos para la Catedral de Cristo Salvador". El cambio religioso-patriótico de Kinchev, bastante conservador, fue visto de manera desfavorable por algunos fanáticos de las primeras etapas de la agrupación.

## Discografía

### Álbumes de estudio
| Título original                  | Transliteración                   | Título internacional                  | Año de lanzamiento |
| -------------------------------- | --------------------------------- | ------------------------------------- | ------------------ |
| Энергия                          | Energiya                          | Energy                                | 1988               |
| Блок Ада                         | Blok Ada                          | Block of Hell / Blockade              | 1989               |
| Шестой Лесничий                  | Shestoy Lesnichy                  | Sixth Ranger                          | 1989               |
| Для Тех, Кто Свалился с Луны     | Dlya Tekh, Kto Svalilsya s Luny   | For Those Who Fell from the Moon      | 1993               |
| Чёрная Метка                     | Chyornaya Metka                   | Black Mark                            | 1994               |
| Статья 206 часть 2               | Statya 206 chast 2                | Article 206 part 2                    | 1994               |
| Jazz                             | Jazz                              | Jazz                                  | 1996               |
| Кривозеркалье                    | Krivozerkalye                     | Through the Crooked Glass             | 1997*              |
| Дурень                           | Duren'                            | Stupid                                | 1998               |
| Солнцеворот                      | Solntsevorot                      | Solstice                              | 2000               |
| Танцевать                        | Tantsevat'                        | To Dance                              | 2001               |
| Сейчас Позднее, Чем Ты Думаешь   | Seychas Pozdnee, Chem Ty Dumayesh | It Is Later Than You Think            | 2003               |
| Изгой                            | Izgoy                             | Exile                                 | 2005               |
| Стать Севера                     | Stat Severa                       | Grace of the North                    | 2007               |
| Пульс Хранителя Дверей Лабиринта | Puls Khranitelya Dverey Labirinta | The Pulse of Labyrinth's Doors Keeper | 2008               |
| Ъ                                | Ъ (Tverdii Znak)                  | Ъ                                     | 2010               |
| 20.12 (Двадцать Двенадцать)      | 20.12 (Dvadtsat Dvenadtsat)       | 20.12 (Twenty Twelve)                 | 2011               |
| Саботаж                          | Sabotazh                          | Sabotage                              | 2012               |
| Цирк                             | Tsirk                             | Circus                                | 2014               |
| Эксцесс                          | Ekstsess                          | Excess                                | 2016               |
| Посолонь                         | Posolon                           |                                       | 2019               |

- Grabado con Svetoslav Zaderii como vocalista, antes de la llegada de Kinchev

### Álbumes en vivo
| Título original             | Transliteración                 | Año y lugar de grabación         | Año de lanzamiento |
| --------------------------- | ------------------------------- | -------------------------------- | ------------------ |
| Шабаш                       | Sabbath                         | 1990, Moscú, Estadio de Luzhniki | 1991               |
| На Шаболовке                | At Shabolovka                   | 1995, Moscú, Shabolovka          | 1995               |
| Акустика часть 1            | Acoustics vol.1                 | 1988, Perm                       | 1995               |
| Акустика часть 2            | Acoustics vol.2                 | 1985, Leningrado                 | 1997               |
| Пляс Сибири на берегах Невы | Dance of Siberia on Neva Shores | 1997, San Petersburgo, Jubileiny | 1998               |
| Акустика часть 3            | Acoustics vol.3                 | 1988, Pskov                      | 2000               |
| Акустика часть 4            | Acoustics vol.4                 | 1986, Novosibirsk                | 2002               |
| Мы Вместе XX лет            | We Are Together XX years        | 2003, San Petersburgo, Jubileiny | 2005               |
| Звезда по имени рок         | Star Called Rock                | 2005, Moscú, Estadio de Luzhniki | 2007               |

### Álbumes recopilatorios
| Título original                             | Transliteración                             | Año de lanzamiento |
| ------------------------------------------- | ------------------------------------------- | ------------------ |
| Red Wave: 4 Underground Bands from the USSR | Red Wave: 4 Underground Bands from the USSR | 1986               |
| Легенды Русского Рока                       | Legends of Russian Rock                     | 1997               |
| Энциклопедия Русского Рока                  | Encyclopedia of Russian Rock                | 2000               |
| 13                                          | 13                                          | 2003               |

## Músicos

### Alineación actual
- Konstantín Kinchev - voz (1985–presente)
- Evgeny Lyovin - guitarra (1998–presente), ex - N.E.P.
- Pavel Zelitskiy - guitarra (2018–presente)
- Petr Samoylov - bajo (1984–presente)
- Andrey Vdovichenko - batería (2003–presente), ex - N.E.P.
- Dmitri Parfyonov - teclados (2000–presente)

### Miembros anteriores
- Svetoslav "Alisa" Zadery - bajo, voz (1983–1985)
- Andrey Shatalin - guitarra (1983–2003)
- Mikhail Nefedov - batería (1983–2003)
- Pavel "Pol Khan" Kondratenko - teclados (1983–1988)
- Alexander Zhuravlev - saxofón (1987–1988)
- Igor "Chuma" Chumychkin - guitarra (1988–1993)
- Andrey Korolev - teclados (1989–1993)
- Alexander Ponomarev - guitarra (1996–1998)
- Boris Borisov - voz, saxofón (1983)
- Lyudmila "Teri" Kolot - voz (1986)
- Igor Romanov - guitarra (2003-2018)